# Rhodanthemum
Rhodanthemum là một chi thực vật có hoa trong họ Cúc (Asteraceae).

## Loài
Chi Rhodanthemum gồm các loài: